# Рибак-Акімова Олена Валентинівна
Рибак-Акімова Олена Валентинівна (28.03.1961, Київ, УРСР — 11.03.2018, Вінчестер, Массачусетс, США) — український та американський хімік, дослідниця в галузі хімічного каталізу.

## Біографія
Народилася 1961 в Києві. Перша дівчина, що отримала перше місце на всеукраїнській олімпіаді з хімії. Учасниця всеукраїнських олімпіад 1975—1978 років, золота медалістка X міжнародної хімічної олімпіади 1978 року, член журі всеукраїнських олімпіад у 1982—1991 роках. Закінчила хімічний факультет Київського державного університету імені Тараса Шевченка. Отримала ступінь кандидата хімічних наук в Інституті фізичної хімії АН УРСР. Працювала під керівництвом Костянтина Яцимирського.
У 1992 році стала постдоком в Канзаському університеті, з 1997 року працювала в Університеті Тафтса на посаді асистент-професора. З 2007 року була асоційованим професором, 2009 стала повним професором. 2010 року була співорганізаторкою конференції з хімічного каталізу разом з Департаментом енергетики США. Померла від раку 2018 року.
Була одружена з Олександром Колчинським, мала доньку Анну та сина Юрія.

## Науковий внесок
Досліджувала селективність зв'язування малих молекул з комплексами перехідних металів. Вивчала також проблему ферментної мімікрії. Розробляла молекулярні щипці, вивчала механізми активації малих молекул металовмісними ферментативними центрами.

## Наукові праці
Авторка понад 100 наукових праць. Серед них:
- Basiuk (Golovataya-Dzhymbeev, Elena V.; Rybak-Akimova, Elena V.; Basiuk, Vladimir A.; Acosta-Najarro, Dwight; Saniger, José M. (2002). Adsorption Modification of Single-Walled Carbon Nanotubes with Tetraazaannulene Macrocyclic Complexes. Nano Letters. 2 (11): 1249—1252. doi:10.1021/nl025791c. ISSN 1530-6984.
- Kryatov, Sergey V.; Rybak-Akimova, Elena V.; Schindler, Siegfried (2005). Kinetics and Mechanisms of Formation and Reactivity of Non-heme Iron Oxygen Intermediates. Chemical Reviews. 105 (6): 2175—2226. doi:10.1021/cr030709z. ISSN 0009-2665.
- Company, Anna; Palavicini, Sara; Garcia-Bosch, Isaac; Mas-Ballesté, Ruben; Que, Lawrence; Rybak-Akimova, Elena V.; Casella, Luigi; Ribas, Xavi; Costas, Miquel (2008). Tyrosinase-Like Reactivity in a CuIII2(μ-O)2 Species. Chemistry - A European Journal. 14 (12): 3535—3538. doi:10.1002/chem.200800229. ISSN 0947-6539.
- Huang, D.; Makhlynets, O. V.; Tan, L. L.; Lee, S. C.; Rybak-Akimova, E. V.; Holm, R. H. (2011). Kinetics and mechanistic analysis of an extremely rapid carbon dioxide fixation reaction. Proceedings of the National Academy of Sciences. 108 (4): 1222—1227. doi:10.1073/pnas.1017430108. ISSN 0027-8424.
- Piquette, Marc C.; Kryatov, Sergiy V.; Rybak-Akimova, Elena V. (2019). Kinetic Studies on the Oxoiron(IV) Complex with Tetradentate Aminopyridine Ligand PDP*: Restoration of Catalytic Activity by Reduction with H2O2. Inorganic Chemistry. 58 (19): 13382—13393. doi:10.1021/acs.inorgchem.9b02269. ISSN 0020-1669.